# Andrzej Kazanowski
Andrzej Kazanowski herbu Grzymała (ur. ok. 1750, zm. 1797) – generał major milicji grodzieńskiej.
Ożenił się z Zofią Dorotą Fryderyką von Thurn-Taxis-Radziwiłłową, której pierwszym mężem był Hieronim Wincenty Radziwiłł.
Pasierbem jego był syn Hieronima Wincentego Radziwiłła; Książę Dominik Hieronim Radziwiłł herbu Trąby (ur. 4 sierpnia 1786 w Białej Podlaskiej, zm. 11 listopada 1813 po odniesieniu rany w bitwie pod Hanau).
Andrzej Kazanowski zmarł w 1797 r.